# Ecoprim
Ecoprim är en typ av cellplast, en skummad polystyren som genom en vakuum/hydrostatprocess extruderas till skivor. Skivorna kan bland annat användas för isolering i kylskåp, inomhus och till viss del utomhus där marktrycket inte är för högt.
Ecoprim är ett registrerat varumärke hos Paroc AB.